# Villaverde (Nueva Vizcaya)
Villaverde (Bayan ng  Villaverde),  es un municipio filipino de quinta categoría perteneciente a  la provincia de Nueva Vizcaya en la Región Administrativa de Valle del Cagayán, también denominada Región II.

## Geografía
Tiene una extensión superficial de 81.50 km² y según el censo del 2007, contaba con una población de 16 623 habitantes y 3140 hogares; 17 720 habitantes el día primero de mayo de 2010.

### Barangayes
Villaverde se divide administrativamente en 9 barangayes o barrios, 8 de  carácter rural y solamente uno de carácter urbano, Ibung, que cuenta con 4234 habitantes:
| - Bintawan del Sur - Ibung - Cabuluan | - Nagbitin - Ocapon - Pieza | - Sawmill - Población (Turod) - Bintawan del Norte |

## Política
Su Alcalde (Mayor) es Ronelie U. Valtoribio.

## Historia
Villaverde fue antiguamente un barrio de Solano llamado Ibung, que fue fundado por un fraile dominico, Alejandro Vidal, en el año 1767. El 28 de mayo de 1872, Ibung se convirtió en un municipio  de la provincia de Nueva Vizcaya gracias a la iniciativa del padre Juan Villaverde.
Durante la ocupación estadounidense Ibung perdió su condición de municipio, volviendo a ser barangay del municipio de Solano, quedando casi despoblado ya que sus habitantes huyeron por temor a las tribus no cristianas que habitaban en las montañas vecinas del noroeste de la ciudad.
El 17 de junio de 1957, por iniciativa del congresista Leonardo B. Pérez, se crea este municipio formado por los barrios de Ibung y Bintawan de Solano, con la dedominación de Ibung.  El 1 de septiembre Antonio B. Aquino fue nombrado su primer Alcalde.
El 21 de junio de 1959 se cambia el nombre de Ibung por el de Villaverde en honor del misionero católico español, el padre Juan Villaverde. Romualdo Ubando fue nombrado el primer Alcaldede Villaverde.

## Fiestas locales
- El festival Panagtitibba se celebra todos los años entre los días 1 y 3 del mes de  septiembre.
- Fiesta patronal en honor de Nuestra Señora de Fátima el día 13 de mayo.[8]